# NGC 2069
NGC 2069 este o galaxie situată în constelația Peștele de Aur. A fost descoperită în 3 august 1826 de către James Dunlop.